# Renato Margaça
Renato João Inácio Margaça (Covilhã, 17 luglio 1985) è un calciatore portoghese naturalizzato cipriota, centrocampista del Leivadia 2022.

## Caratteristiche tecniche
Mediano di centrocampo, in grado di agire da terzino sinistro.

## Carriera

### Nazionale
Il 17 marzo 2017 - una volta ottenuta la cittadinanza cipriota - viene convocato in nazionale dal CT Christakīs Christoforou in vista degli impegni contro Kazakistan ed Estonia. Esordisce quindi in nazionale il 22 marzo contro il Kazakistan, subentrando al 57' al posto di Vincent Laban.

## Statistiche

### Presenze e reti nei club
Statistiche aggiornate al 30 giugno 2021.
| Stagione          | Squadra           | Campionato        | Campionato | Campionato | Coppe nazionali | Coppe nazionali | Coppe nazionali | Coppe continentali | Coppe continentali | Coppe continentali | Altre coppe | Altre coppe | Altre coppe | Totale | Totale |
| Stagione          | Squadra           | Comp              | Pres       | Reti       | Comp            | Pres            | Reti            | Comp               | Pres               | Reti               | Comp        | Pres        | Reti        | Pres   | Reti   |
| ----------------- | ----------------- | ----------------- | ---------- | ---------- | --------------- | --------------- | --------------- | ------------------ | ------------------ | ------------------ | ----------- | ----------- | ----------- | ------ | ------ |
| 2004-2005         | Alverca           | SL                | 6          | 0          | CP              | 1               | 0               | -                  | -                  | -                  | -           | -           | -           | 7      | 0      |
| 2005-gen. 2006    | Torreense         | SD                | 18         | 6          | CP              | 0               | 0               | -                  | -                  | -                  | -           | -           | -           | 18     | 6      |
| gen.-giu. 2006    | Fátima            | SD                | 6          | 0          | CP              | -               | -               | -                  | -                  | -                  | -           | -           | -           | 6      | 0      |
| 2006-2007         | Torreense         | SD                | 23         | 4          | CP              | 1               | 1               | -                  | -                  | -                  | -           | -           | -           | 24     | 5      |
| Totale Torreense  | Totale Torreense  | Totale Torreense  | 41         | 10         |                 | 1               | 1               |                    | -                  | -                  |             | -           | -           | 42     | 11     |
| 2007-2008         | Mafra             | SD                | 36         | 4          | CP+CdL          | 1+0             | 0               | -                  | -                  | -                  | -           | -           | -           | 37     | 4      |
| 2008-2009         | Doxa Katōkopias   | A                 | 26+6       | 3          | CC              | 0               | 0               | -                  | -                  | -                  | -           | -           | -           | 32     | 3      |
| 2009-2010         | Doxa Katōkopias   | A                 | 24+4       | 3          | CC              | 0               | 0               | -                  | -                  | -                  | -           | -           | -           | 28     | 3      |
| Totale Doxa       | Totale Doxa       | Totale Doxa       | 50+10      | 6          |                 | 0               | 0               |                    | -                  | -                  |             | -           | -           | 60     | 6      |
| 2010-2011         | AEK Larnaca       | A                 | 26+5       | 0          | CC              | 0               | 0               | -                  | -                  | -                  | -           | -           | -           | 31     | 0      |
| 2011-2012         | Omonia            | A                 | 15+4       | 1          | CC              | 5               | 1               | UEL                | 3                  | 0                  | SC          | 1           | 0           | 28     | 3      |
| 2012-2013         | Omonia            | A                 | 12+5       | 1          | CC              | 3               | 0               | UEL                | 2                  | 0                  | SC          | 0           | 0           | 22     | 1      |
| 2013-2014         | Omonia            | A                 | 22+7       | 1          | CC              | 3               | 0               | UEL                | 1                  | 0                  | -           | -           | -           | 33     | 1      |
| 2014-2015         | Omonia            | A                 | 20+7       | 0          | CC              | 4               | 0               | UEL                | 2                  | 0                  | -           | -           | -           | 33     | 0      |
| 2015-2016         | Omonia            | A                 | 11+7       | 1          | CC              | 4               | 0               | UEL                | 6                  | 0                  | -           | -           | -           | 28     | 1      |
| 2016-2017         | Omonia            | A                 | 24+9       | 4          | CC              | 4               | 0               | UEL                | 4                  | 0                  | -           | -           | -           | 41     | 4      |
| 2017-2018         | Omonia            | A                 | 22         | 3          | CC              | 2               | 0               | -                  | -                  | -                  | -           | -           | -           | 24     | 3      |
| Totale Omonia     | Totale Omonia     | Totale Omonia     | 126+39     | 11         |                 | 25              | 1               |                    | 18                 | 0                  |             | 1           | 0           | 209    | 12     |
| 2018-2019         | Nea Salamis       | A                 | 21+9       | 0+1        | CC              | 2               | 0               | -                  | -                  | -                  | -           | -           | -           | 32     | 1      |
| 2019-2020         | Anorthōsis        | A                 | 10+1       | 0          | CC              | 1               | 0               |                    | -                  | -                  |             | -           | -           | 12     | 0      |
| 2020-2021         | Anorthōsis        | A                 | 18+8       | 1          | CC              | 5               | 0               | UEL                | 1                  | 0                  | -           | -           | -           | 32     | 1      |
| Totale Anorthōsis | Totale Anorthōsis | Totale Anorthōsis | 28+9       | 1          |                 | 6               | 0               |                    | 1                  | 0                  |             | -           | -           | 44     | 1      |
| Totale carriera   | Totale carriera   | Totale carriera   | 412        | 33         |                 | 34              | 2               |                    | 19                 | 0                  |             | 1           | 0           | 466    | 35     |

### Cronologia presenze e reti in nazionale
| Cronologia completa delle presenze e delle reti in nazionale ― Cipro | Cronologia completa delle presenze e delle reti in nazionale ― Cipro | Cronologia completa delle presenze e delle reti in nazionale ― Cipro | Cronologia completa delle presenze e delle reti in nazionale ― Cipro | Cronologia completa delle presenze e delle reti in nazionale ― Cipro | Cronologia completa delle presenze e delle reti in nazionale ― Cipro | Cronologia completa delle presenze e delle reti in nazionale ― Cipro | Cronologia completa delle presenze e delle reti in nazionale ― Cipro |
| Data                                                                 | Città                                                                | In casa                                                              | Risultato                                                            | Ospiti                                                               | Competizione                                                         | Reti                                                                 | Note                                                                 |
| -------------------------------------------------------------------- | -------------------------------------------------------------------- | -------------------------------------------------------------------- | -------------------------------------------------------------------- | -------------------------------------------------------------------- | -------------------------------------------------------------------- | -------------------------------------------------------------------- | -------------------------------------------------------------------- |
| 22-3-2017                                                            | Larnaca                                                              | Cipro                                                                | 3 – 1                                                                | Kazakistan                                                           | Amichevole                                                           | -                                                                    | 57’                                                                  |
| 3-6-2017                                                             | Estoril                                                              | Portogallo                                                           | 4 – 0                                                                | Cipro                                                                | Amichevole                                                           | -                                                                    |                                                                      |
| 9-6-2017                                                             | Faro                                                                 | Gibilterra                                                           | 1 – 2                                                                | Cipro                                                                | Amichevole                                                           | -                                                                    | 61’                                                                  |
| 31-8-2017                                                            | Nicosia                                                              | Cipro                                                                | 3 – 2                                                                | Bosnia ed Erzegovina                                                 | Qual. Mondiali 2018                                                  | -                                                                    | 72’                                                                  |
| 3-9-2017                                                             | Tallinn                                                              | Estonia                                                              | 1 – 0                                                                | Cipro                                                                | Qual. Mondiali 2018                                                  | -                                                                    |                                                                      |
| 7-10-2017                                                            | Strovolos                                                            | Cipro                                                                | 1 – 2                                                                | Grecia                                                               | Qual. Mondiali 2018                                                  | -                                                                    | 86’                                                                  |
| 10-10-2017                                                           | Bruxelles                                                            | Belgio                                                               | 4 – 0                                                                | Cipro                                                                | Qual. Mondiali 2018                                                  | -                                                                    |                                                                      |
| 10-11-2017                                                           | Gori                                                                 | Georgia                                                              | 1 – 0                                                                | Cipro                                                                | Amichevole                                                           | -                                                                    | 82’                                                                  |
| 13-11-2017                                                           | Erevan                                                               | Armenia                                                              | 3 – 2                                                                | Cipro                                                                | Amichevole                                                           | -                                                                    |                                                                      |
| 23-3-2018                                                            | Nicosia                                                              | Cipro                                                                | 0 – 0                                                                | Montenegro                                                           | Amichevole                                                           | -                                                                    | 46’                                                                  |
| 20-5-2018                                                            | Amman                                                                | Giordania                                                            | 3 – 0                                                                | Cipro                                                                | Amichevole                                                           | -                                                                    | 87’                                                                  |
| 6-9-2018                                                             | Oslo                                                                 | Norvegia                                                             | 2 – 0                                                                | Cipro                                                                | UEFA Nations League 2018-2019 - 1º turno                             | -                                                                    | 82’                                                                  |
| 9-9-2018                                                             | Nicosia                                                              | Cipro                                                                | 2 – 1                                                                | Slovenia                                                             | UEFA Nations League 2018-2019 - 1º turno                             | -                                                                    | 67’                                                                  |
| 13-10-2018                                                           | Sofia                                                                | Bulgaria                                                             | 2 – 1                                                                | Cipro                                                                | UEFA Nations League 2018-2019 - 1º turno                             | -                                                                    | 65’ 89’                                                              |
| 16-10-2018                                                           | Lubiana                                                              | Slovenia                                                             | 1 – 1                                                                | Cipro                                                                | UEFA Nations League 2018-2019 - 1º turno                             | -                                                                    | 86’                                                                  |
| 16-11-2018                                                           | Nicosia                                                              | Cipro                                                                | 1 – 1                                                                | Bulgaria                                                             | UEFA Nations League 2018-2019 - 1º turno                             | -                                                                    | 68’                                                                  |
| 24-3-2019                                                            | Nicosia                                                              | Cipro                                                                | 0 – 2                                                                | Belgio                                                               | Qual. Euro 2020                                                      | -                                                                    |                                                                      |
| 8-6-2019                                                             | Glasgow                                                              | Scozia                                                               | 2 – 1                                                                | Cipro                                                                | Qual. Euro 2020                                                      | -                                                                    |                                                                      |
| 11-6-2019                                                            | Nižnij Novgorod                                                      | Russia                                                               | 1 – 0                                                                | Cipro                                                                | Qual. Euro 2020                                                      | -                                                                    | 63’                                                                  |
| 10-10-2019                                                           | Astana                                                               | Kazakistan                                                           | 1 – 2                                                                | Cipro                                                                | Qual. Euro 2020                                                      | -                                                                    | 88’                                                                  |
| 13-10-2019                                                           | Nicosia                                                              | Cipro                                                                | 0 – 5                                                                | Russia                                                               | Qual. Euro 2020                                                      | -                                                                    | 36’                                                                  |
| Totale                                                               |                                                                      | Presenze                                                             | 21                                                                   |                                                                      | Reti                                                                 | 0                                                                    |                                                                      |

## Palmarès

### Club

#### Competizioni nazionali
- Coppa di Cipro: 2

Omonia: 2011-2012
Anorthōsis: 2020-2021
- Supercoppa di Cipro: 1

Omonia: 2012